# Max Lingner
Max Lingner (*Leipzig, 17 de noviembre de 1888, Leipzig - †Berlín, 14 de marzo de 1959) fue un pintor alemán.
Estudió en la academia de arte en Dresde. Fue soldado durante la Primera Guerra Mundial. Participó en la revuelta de la marina de Kiel en 1918, uno de los hechos que llevó a la proclamación de la república en Alemania. Se dedicó sin éxito a la agricultura, volviendo a pintar y grabar. Trasladó más tarde su residencia a París siendo colaborador gráfico de la revista semanal Monde, donde acabó haciéndose cargo de la dirección artística. Expuso sus obras en exposiciones colectivas e individuales.
Durante la guerra civil española realizó carteles pidiendo en Francia ayuda para el gobierno republicano.
Al comenzar la Segunda Guerra Mundial, al tener nacionalidad alemana, fue internado por la autoridad francesa en el campo de Gurs. Allí dibujó sobre la vida cotidiana en este campo. Los dibujos los realizó en el reverso de papel de empapelar paredes. Una serie de seis dibujos salió del campo con ayuda de miembros de la resistencia francesa y fue publicada en Francia con el título Au secours de Gurs con el objetivo de obtener fondos para ayudar a los internados.

Los dibujos de esta serie los tituló:

Au secours de Gurs ... _ ... Gurs, gare de triage pour destinées humaines... _ ... On y a froid ... _ ... on a faim ... _ on dort ... _ ... et on attend ...

En ediciones posteriores se añadieron otros dos dibujos realizados en Gurs pero no están titulados.

Lingner huyó del campo de Gurs, viviendo en Francia en la ilegalidad con el nombre Marcel Lantier. En 1943 entró en la resistencia francesa, viviendo de nuevo en París al ser liberada la ciudad. Volvió a Alemania (RDA) en 1949, siendo catedrático de pintura contemporánea de la escuela superior de arte en Weissensee. En 1950 fue cofundador de la academia de arte alemana.

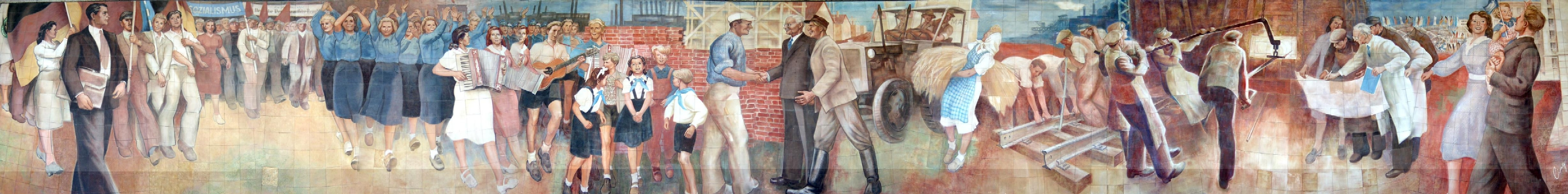
El cuadro "Aufbau der Republik" (1952/53) que se encuentra en el Ministerio de Economía de Alemania, en Berlín.